# دوري كرة القدم الغربي 1976–77
دوري كرة القدم الغربي 1976–77 (بالإنجليزية: 1976–77 Western Football League)‏ هو موسم من دوري كرة القدم الغربي ‏. فاز فيه Falmouth Town A.F.C. ‏.